# Bedri Noyan
Salih Bedrettin Noyan (* 1912 in Serez, Griechenland; † 7. November 1997) war der letzte gemeinsame spirituelle Leiter (Dedebaba) der Bektaschi in der Türkei.
Noyan besuchte Grundschule und Gymnasium in Samsun. Er studierte Medizin an der Universität Istanbul, wo er 1937 graduierte. Danach arbeitete er am Ankaraner Numune-Krankenhaus bei Max Meyer aus Österreich. Dort machte er seine Facharztausbildung für Hals-Nasen-Ohren-Heilkunde. 1946 wurde er Doçent an der Istanbuler Fakultät für Medizin (als zweiter HNO-Arzt seines Landes). Ab 1951 arbeitete er als niedergelassener HNO-Arzt in Aydın und Izmir.
Noyan wurde am 21. März 1960 von der alevitischen und bektaschitischen Gemeinschaft zum sogenannten Dedebaba gewählt und erhielt den Posten des Pīr. Nach dem Tod Noyans 1997 spaltete sich die Bektaschi-Gemeinschaft der Türkei, sodass es seitdem zwei Dedebabas in der Türkei gibt.

## Veröffentlichungen
- Bütün Yönleriyle Bektaşilik ve Alevilik 7. Auflage, Ardıç yayınları
- Kur'ân-ı Kerim (Manzum Meâl) (Ardıç yayınları, Şubat 2007)
- Enel Aşk
- Aşk Risalesi
- HACIBEKTAŞ'TA PİREVİ VE DİĞER ZİYARET EVLERİ